# Johann Gottfried Riemschneider
Johann Gottfried Riemschneider (født 1691, død 1742) var en tysk operasanger og komponist. Han var søn af Gebhard Reimschneider (1657-1701), kantor af Marienkirche i Halle, og var en klassekammerat med Händel. I 1712 lod han sig indskrive ved det juridiske fakultet ved universitetet i Halle. Han sang J.S. Bachs musik i kapellet i Cöthen i 1718 og ved hoffet, hvor man antager, at han fortolkede mesterens profane cantata.

## Liv og gerning
Riemschneider studerede ved Halle med den unge Handel. Han sang J.S. Bachs musik i kapellet Cöthen i 1718 og ved hoffet, hvor man antager, at han fortolkede mesterens profane cantata, hvoraf Amore traditore.
I 1737 blev et oratorio komponeret af ham spillet i samme by. I 1739 overtog han stillingen som kapelmester efter Matthesons død, men allerede i 1741 overtog Möhring stillingen.
Han sang i Hamborg fra omkring 1720, og medvirkede der i mindst fem operaer af Reinhard Keiser (1723-7) samt arrangementer af Händel's Tamerlano og Giulio Cesare in Egitto. I 1729 fik Handel ham til London, hvor han virkede som bas ved Royal Academy of Music og medvirkede i tre operaer af Händel i sæsonen 1729-1730, blandt andet Partenope ved førsteopførelsen 24. februar 1730 i King's Theatre. I 1732 kom han atter til Hamborg og medvirkede ved Telemanns opsætning af en opera af Händel. Senere blev han efterfølger for Reinhard Keiser ved det hamborgske domkantorat. I 1742 fik han ansættelse som hofsanger hos Christian VI, hvor han afløste Sophie Dorothea Lovisa Keiser, der havde trukket sig tilbage.